# Said El-Makki
Hassan El-Kachradi (17. svibnja 1997.) je marokanski rukometaš. Nastupa za marokanski klub Mountada El Fida i marokansku reprezentaciju.
Natjecao se na Svjetskom prvenstvu u Egiptu 2021., gdje je reprezentacija Maroka završila na 29. mjestu.